# Габријел Мастроматео
Габријел „Гејб” Мастроматео (енгл. Gabriel ”Gabe” Mastromatteo; Кенора, 27. април 2002) канадски је пливач чија специјалност су трке прсним стилом.

## Спортска каријера
Прве запаженије успехе у каријери, Мастроматео је остварио током 2017. када је по први пут успео да се избори за место у пливачкој репрезентацији Канаде, након што је на националном изборном такмичењу освојио бронзану медаљу у трци на 50 метара прсним стилом. У августу исте године наступио је на светском јуниорском првенству у Индијанаполису, првом великом такмичењу у каријери, где је као члан микс штафете на 4×100 мешовито освојио златну медаљу. 
Током 2018. освојио је две титуле националног првака на 50 и 200 прсно, те сребро у трци на 100 прсно. Потом је на Панпацифичком јуниорском првенству у Сувој на Фиџију, освојио злато у трци на 100 прсно.
У априлу 2019. на изборном такмичењу за сениорску репрезентацију, Мастроматео успева да се палсира у финала све три трке прсним стилом и на тај начин осигурава себи место у репрезентацији. Прво велико сениорско такмичење на ком је учествовао је било светско првенство у корејском Квангџуу 2019, где је наступио у квалификацијама трке на 200 прсно, које је окончао на укупно 39. позицији. 
Месец дана касније, на светском јуниорском првенству у Будимпешти, Мастроматео је остварио велику успех пошто је успео да се пласира у финала свих 5 дисциплина у којима се такмичио. Најбољи резултат остварио је у појединачној трци на 50 прсно коју је окончао освајањем сребрне медаље уз лични рекорд, док је у обе штафетне трке на 4×100 мешовито освојио бронзане медаље. 